# 星海社
星海社（日语：星海社、せいかいしゃ）是一家日本出版社，與講談社、國王唱片、光文社同為音羽集團成員。

## 概要
星海社是由講談社設立的全資子公司。
2010年9月15日，開設網絡出版網站「最前線」。
2011年9月21日，新叢書系列「星海社新書」創刊。

## 叢書系列
- 星海社FICTIONS
- 星海社文庫
- 星海社新書
- 星海社BOOKCAFE
- 星海社COMICS

## 外部連結
- 公式サイト （页面存档备份，存于）
- 星海社Twitter （页面存档备份，存于）
- YouTube上的seikaisha頻道
- ウェブサイト「最前線」 （页面存档备份，存于）
- 星海社新書ウェブサイト「ジセダイ」 （页面存档备份，存于）